# Lucia Pica
Lucia Pica (Nápoles, 7 de junio de 1976) es una maquilladora italiana.Es socia creativa de Imagen y Maquillaje de Byredo Beauty.

## Carrera profesional
A los 20 años se trasladó a Londres para perseguir su sueño de convertirse en maquilladora. Tras matricularse en un curso de un mes en la Greasepaint School of Make-up de Londres, tuvo la oportunidad de trabajar en varios proyectos, como maquillar a los extras de la película de James Bond Muere otro día. 
Finalmente decidió seguir una carrera en la industria de la moda en lugar de aventurarse en el mundo del cine. Pica consiguió un agente que casualmente también trabajaba con la maquilladora Charlotte Tilbury. Decidida a trabajar con Tilbury, se puso en contacto con su agente cada dos semanas para expresarle su deseo de colaborar con ella. Al cabo de un año, Pica tuvo la oportunidad de trabajar en un desfile de moda junto al equipo de Tilbury. 
Tilbury le ofreció un puesto a tiempo completo y, en dos años, Pica se convirtió en la primera asistente de Tilbury. Tras tres años en su puesto, Pica sintió la necesidad de explorar su propia expresión creativa y empezó a trabajar como autónoma. Decidió centrarse en el mundo de la moda y trabajó como maquilladora para desfiles de marcas como Peter Pilotto. Además, maquilló campañas publicitarias de alto nivel para casas de moda como Dolce & Gabbana y Louis Vuitton. Ha colaborado en portadas de revistas como Vogue París, Self-Service e i-D.
En 2014, fue nombrada diseñadora creativa global de maquillaje y color de Chanel. Desde este puesto trabajó estrechamente con el equipo de Chanel para desarrollar nuevos productos de maquillaje, seleccionar paletas de colores y crear looks de belleza para pasarelas, sesiones editoriales y campañas publicitarias.
En marzo de 2022, Pica fue nombrada socia creativa de imagen y maquillaje de Byredo. Su primer lanzamiento como nueva socia de maquillaje de la marca fue una gama de diez barras de labios líquidas.
En 2023, la colección de maquillaje de Lucia Pica para Byredo Beauty, First Emotions, ganó el Wallpaper* Design Award 2023 por su innovador uso del color.
Pica ha maquillado pasarelas y campañas publicitarias para clientes como Chanel, Givenchy, Dior Men, Roksanda, Victoria Beckham, Emporio Armani, Gucci, Trussardi y Cerruti. Su lista de clientes editoriales incluye publicaciones como Vogue, Glamour, Dazed, Another, Purple, Allure, Interview, Love, Fantastic Man y Modern Matter.